# Costa di Shackleton
La costa di Shackleton (82°00′S 162°00′E) è una porzione della costa della Dipendenza di Ross, in Antartide. In particolare, la costa di Shackleton si estende dietro parte del margine sudoccidentale della Barriera di Ross, precisamente tra il picco Airdrop (83°45′S 172°45′E), sul versante orientale del ghiacciaio Beardmore, a sud-est, e capo Selborne (80°23′S 160°45′E), alla bocca dell'insenatura di Barne, a nord-ovest, e confina a sud-est con la costa di Dufek e a nord-ovest con la costa di Hillary.

## Storia

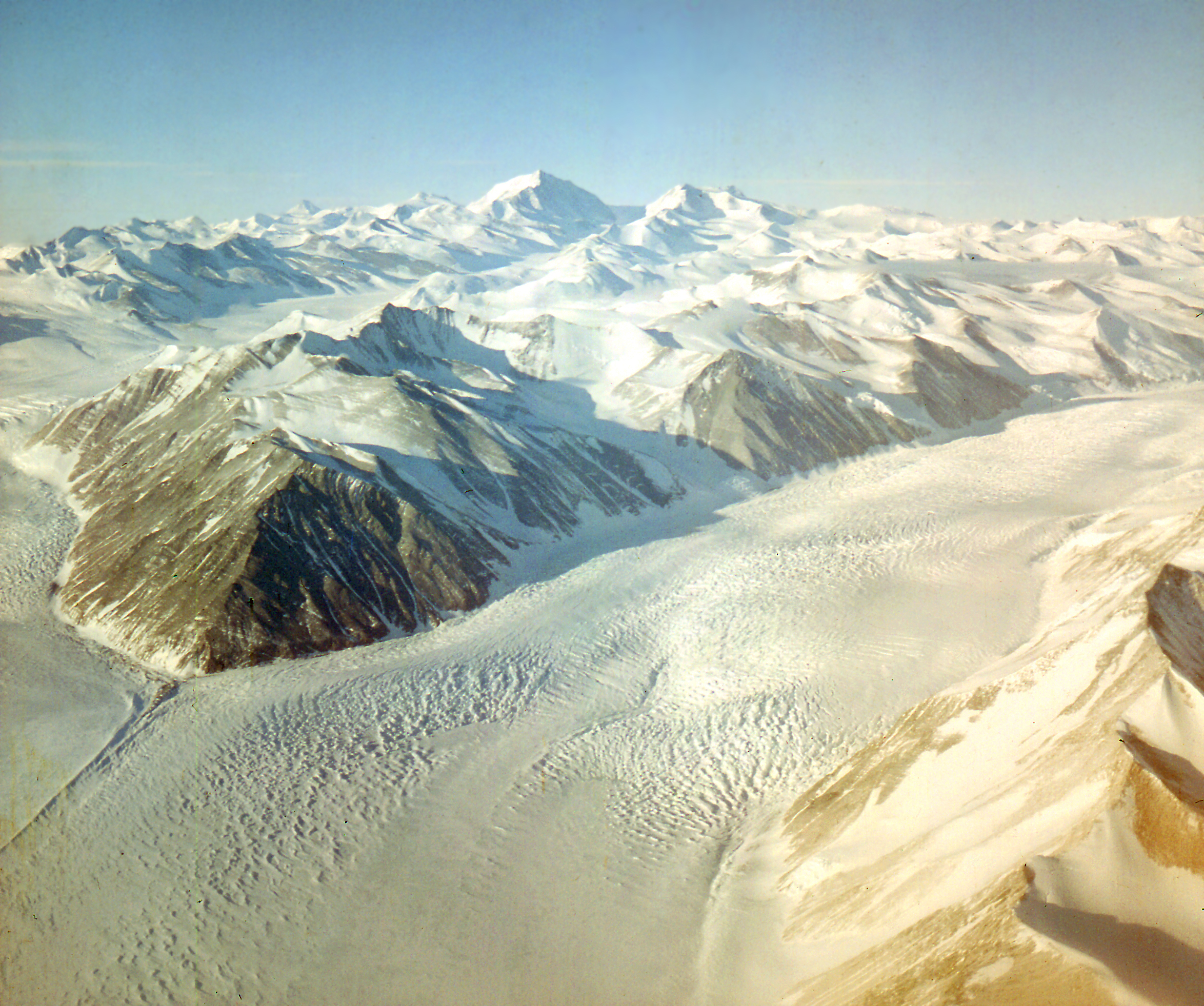
Vista del ghiacciaio Beardmore, al confine nordorientale della costa di Shackleton, durante l'estate australe 1956-1957.

Questo tratto di costa è stato così rinominato nel 1961 dal Comitato neozelandese per i toponimi antartici in onore di Sir Ernest Henry Shackleton che accompagnò Robert Falcon Scott nella spedizione Discovery (1901-04) e comandò poi tre spedizioni antartiche: la Nimrod (1907-09), la Endurance (1914-17) e la Quest (1921-22). Durante la spedizione Nimrod (1907-09), Shackleton scoprì un percorso attraverso il ghiacciaio Beardmore che avrebbe consentito alla spedizione di raggiungere il Polo Sud molto più agevolmente. Purtroppo la mancanza di viveri costringerà la spedizione a fermarsi a meno di 180 km dall'obbiettivo.